# 中井裕二
中井 裕二（なかい ゆうじ、1993年6月25日 - ）は、日本中央競馬会 (JRA) の騎手。

## 来歴
騎手になるきっかけはフェラーリに乗るためには稼がないといけないため。MBSの『世界バリバリバリュー』で武豊が取り上げられ、父に「お前、これやったらフェラーリ乗れるぞ!」と父に言われて、騎手になるための募集要項が画面に出て、身長や体重など全ての条件に該当した為騎手を志した。
2009年に千葉県白井市の競馬学校の騎手課程（28期）に入学。2012年に卒業しデビューとなった。同期は長岡禎仁、1年留年で同期となった菱田裕二などがいる。
2012年3月3日に中京競馬場でデビュー。デビュー戦で3着に入ると、同日のデビュー2戦目でニシノマナザシに騎乗し、初勝利を挙げる。6月17日にはマーメイドステークスでタイキエイワンに騎乗し、重賞初騎乗。その後も順調に勝ち、1着23回、2着24回の好成績を残すが、同期の菱田も23勝をあげ、騎乗停止処分がなかったため、中央競馬関西放送記者クラブ賞の受賞を逃した。
翌年はさらに勝利数を伸ばし、全国リーディング37位に入る。同年、フリーになる。
2016年、高松宮記念でローレルベローチェに騎乗し、GI初騎乗を果たした（9着）。
2020年、皐月賞でテンピンに騎乗し、クラシック初騎乗を果たす（18着）。

## エピソード
2018年に結婚し、行われた結婚式では落馬負傷により、松葉杖での挙式となった。

## 騎乗成績
- JRA公式[3]およびnetkeiba[4]より

| 年度   | 1着 | 2着 | 3着 | 騎乗数 | 勝率 | 連対率 | 複勝率 |
| ------ | --- | --- | --- | ------ | ---- | ------ | ------ |
| 2012年 | 23  | 24  | 28  | 503    | .046 | .093   | .149   |
| 2013年 | 37  | 43  | 52  | 795    | .047 | .101   | .166   |
| 2014年 | 11  | 14  | 15  | 372    | .030 | .067   | .108   |
| 2015年 | 8   | 0   | 9   | 148    | .054 | .054   | .115   |
| 2016年 | 7   | 17  | 7   | 189    | .037 | .127   | .164   |
| 2017年 | 11  | 7   | 20  | 220    | .050 | .082   | .173   |
| 2018年 | 7   | 10  | 16  | 225    | .031 | .076   | .147   |
| 2019年 | 13  | 17  | 17  | 251    | .052 | .120   | .187   |
| 2020年 | 13  | 7   | 18  | 246    | .053 | .081   | .154   |
| 2021年 | 18  | 17  | 14  | 344    | .052 | .102   | .142   |
| 2022年 | 3   | 5   | 6   | 181    | .017 | .044   | .077   |
| 2023年 | 6   | 9   | 7   | 156    | .038 | .096   | .141   |
| 2024年 | 7   | 17  | 6   | 165    | .042 | .145   | .182   |
| 通算   | 167 | 189 | 221 | 3875   | .043 | .092   | .149   |

|            | 日付          | 競馬場・開催  | 競走名               | 馬名               | 頭数 | 人気 | 着順 |
| ---------- | ------------- | ------------- | -------------------- | ------------------ | ---- | ---- | ---- |
| 初騎乗     | 2012年3月3日  | 1回中京1日3R  | 3歳未勝利            | ギルドマスター     | 16頭 | 3    | 3着  |
| 初勝利     | 2012年3月3日  | 1回中京1日8R  | 4歳以上500万下       | ニシノマナザシ     | 18頭 | 1    | 1着  |
| 重賞初騎乗 | 2012年6月17日 | 3回阪神6日11R | マーメイドステークス | タイキエイワン     | 14頭 | 12   | 10着 |
| GI初騎乗   | 2016年3月27日 | 2回中京6日11R | 高松宮記念           | ローレルベローチェ | 18頭 | 9    | 16着 |

## 主な騎乗馬
- ローレルベローチェ（シルクロードステークス2着）
- ゴッドセレクション（兵庫チャンピオンシップ2着、ジャパンダートダービー2着）